# Avenue Gambetta (Sèvres et Ville-d'Avray)
Pour les articles homonymes, voir Avenue Gambetta.
L'avenue Gambetta est une voie de circulation limitrophe de Sèvres et de Ville-d'Avray, dans les Hauts-de-Seine.

## Situation et accès

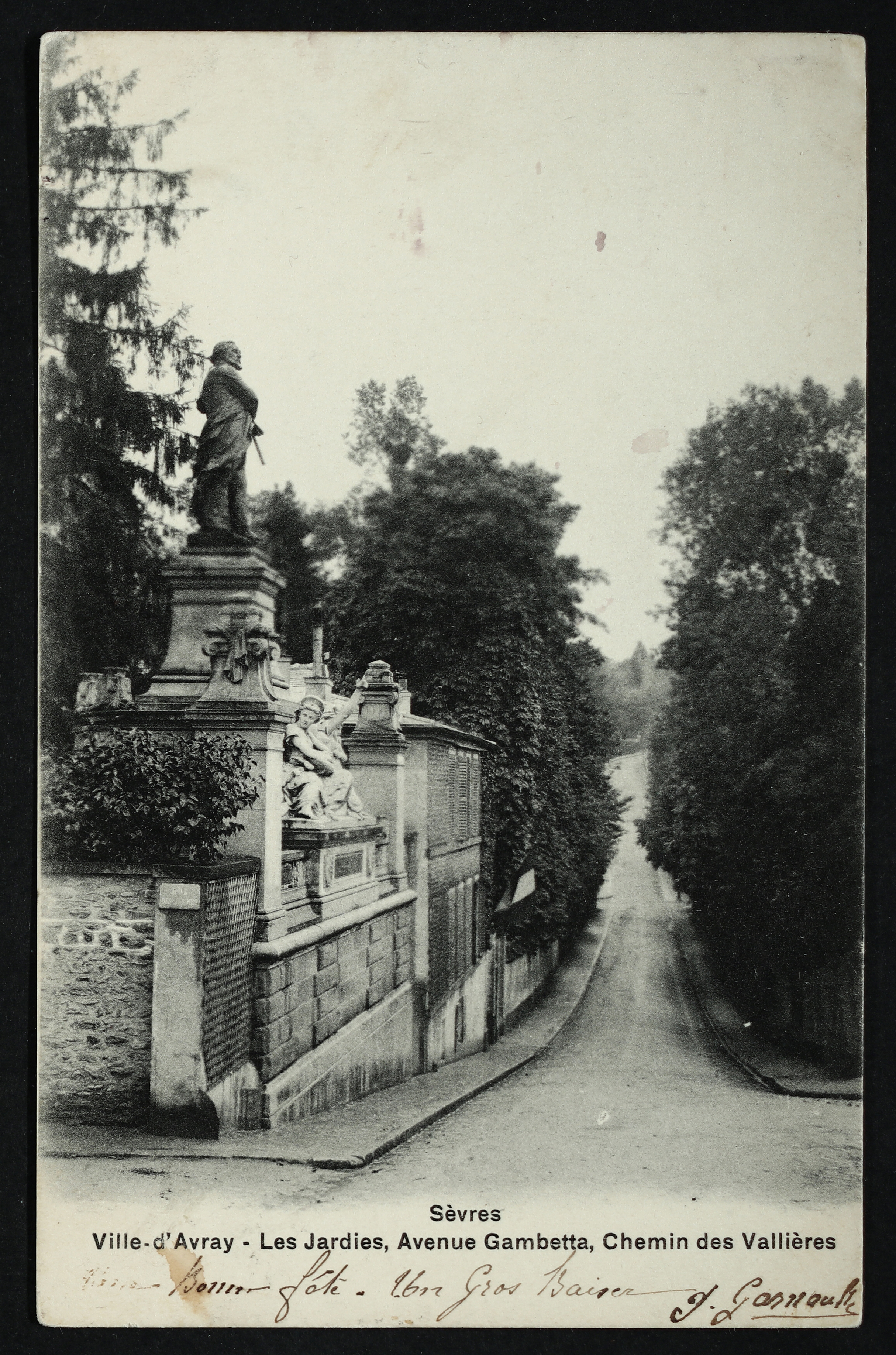
Avenue Gambetta et chemin des Vallières, aujourd'hui avenue de Balzac.

Orientée du nord au sud, elle commence à la limite du Domaine national de Saint-Cloud.  Elle passe successivement le carrefour de la rue Pradier et de la rue des Dames-Marie, celui de la rue Corot et de la rue Riocreux, puis celui de l'avenue de Balzac et de la rue des Jardies, pour finir au droit de la rue de Sèvres.
Elle est desservie par la gare de Sèvres - Ville-d'Avray, sur la ligne de Paris-Saint-Lazare à Versailles-Rive-Droite.

## Origine du nom
Elle a été renommée en hommage à Léon Gambetta, homme politique français qui demeura dans cette avenue.

## Historique

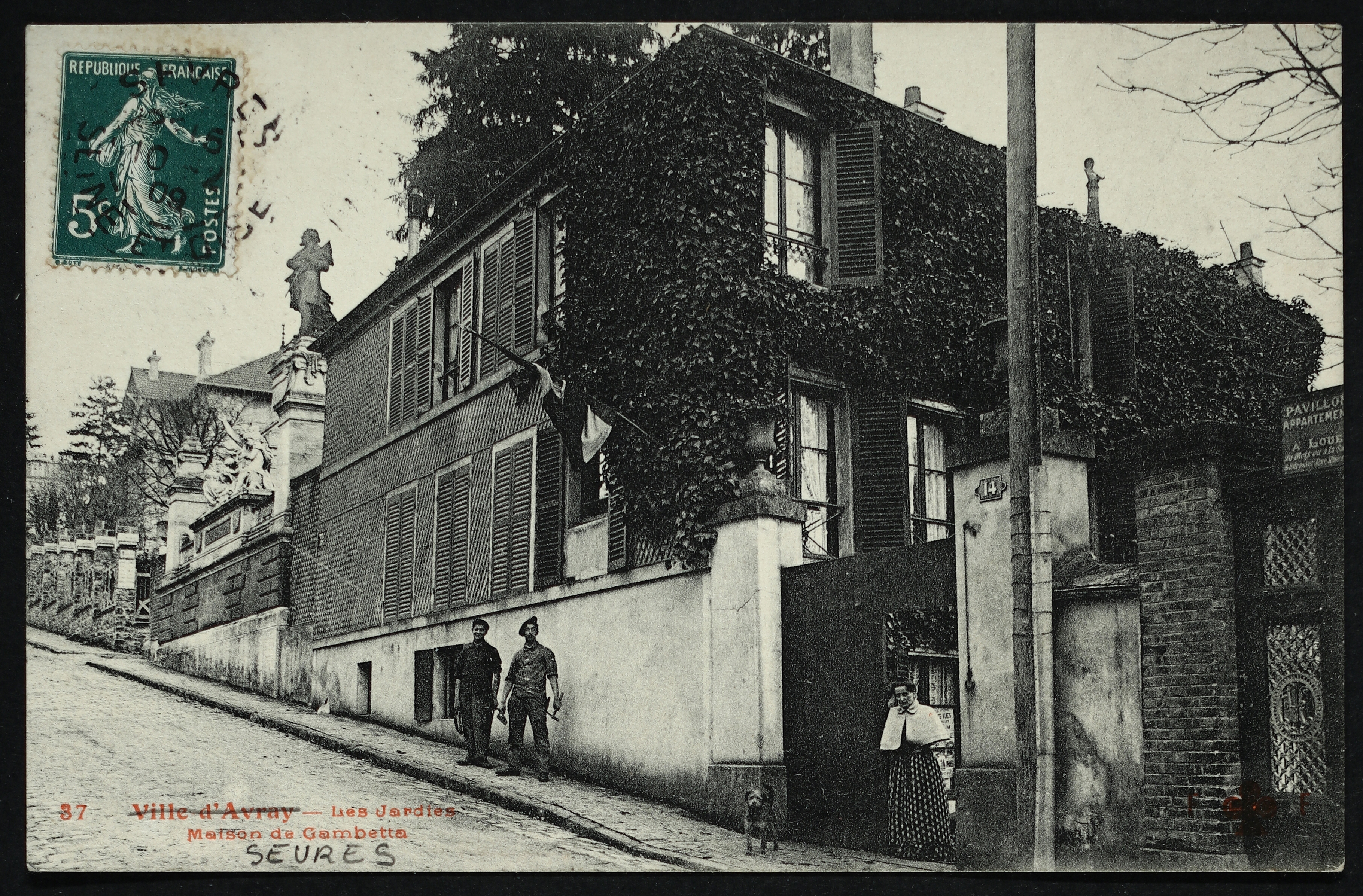
Les Jardies, maison de Gambetta.

## Bâtiments remarquables et lieux de mémoire

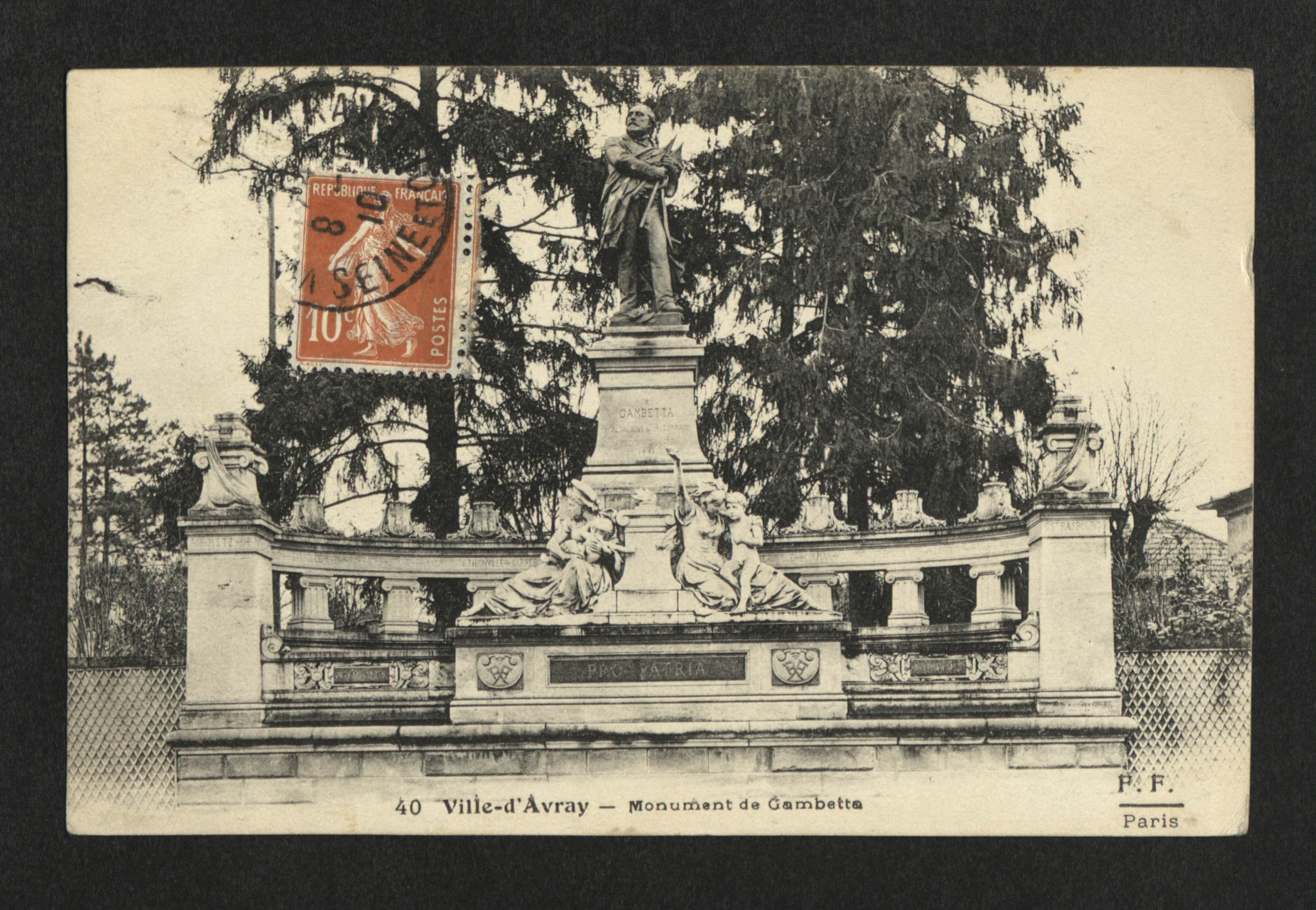
Le monument à Léon Gambetta.

- Maison des Jardies[2],[3], tout d'abord acquise par Honoré de Balzac[4]. Léon Gambetta y mourut.
- Monument à Léon Gambetta, construit sur un terrain donné à l'État en 1889[5].
- Parc de Lesser.